# Hyphessobrycon piorskii
Hyphessobrycon piorskii ist eine kleine Fischart aus der Salmlerfamilie Acestrorhamphidae, die im Bundesstaat Maranhão im Nordosten Brasiliens in den Oberläufen von Rio Preguiças und Rio Munim vorkommt.

## Merkmale
Hyphessobrycon piorskii erreicht eine maximale Standardlänge von 2,95 Zentimetern und hat einen seitlich abgeflachten, mäßig hochrückigen Körper. Die Grundfärbung der Fische ist hell gelbbraun bis grau. Im Bereich der Wirbelsäule zeigt sich eine rötlich-braune Färbung. Die Bauchregion bis zum Afterflossenansatz ist heller. Der für die Arten der Rosy-Tetra-Artengruppe typische dunkelbraune oder schwarze Fleck hinter dem Kiemendeckel ist nur wenig ausgeprägt. Der Kopf hat die gleiche Färbung wie der Körper und ist an der Unterseite heller. Im vorderen/oberen Bereich der Rückenflosse befindet sich ein auffälliger schwarzer Fleck, der oben und unten von einer gelber oder orangen Pigmentierung begrenzt wird. Der hintere Teil der Rückenflosse ist transparent. Die Afterflosse ist zum größten Teil rot; ihre vordere Spitze ist weiß und der untere Afterflossenrand ist dunkelbraun. Die Fettflosse ist an der Basis hellbraun bis transparent und an der Spitze rot bis schwarz. Brust- und Bauchflossen sind transparent mit wenigen dunkelbraunen Pünktchen. Der erste Flossenstrahl der Bauchflossen ist weiß. Die Schwanzflosse ist rot mit einem hellbraunen, rötlichbraunen oder dunkelbraunen hinteren Rand.
- Flossenformel: Dorsale i-ii/10, Anale ii-iii/24-25, Pectorale 12-13, Caudale 10-11-9-10.
- Schuppenformel: mLR 31-35.

## Lebensraum und Lebensweise
Hyphessobrycon piorskii lebt in flachen, sauerstoffreichen Bächen mit klarem Wasser, mäßiger Wasserströmung (0,1 bis 0,7 m/s) und Sand mit Kieselsteinen, Schlamm, Laub und Fallholz auf dem Boden. Die maximale Wassertiefe liegt bei 1,60 Meter und die Gewässer sind 0,90 bis 10 Meter breit. Teilweise sind sie mit Wasserpflanzen bewachsen. Hyphessobrycon piorskii lebt vor allem in Ufernähe zwischen Wasserpflanzen, Baumwurzeln und umgestürzten Baumstämmen. Begleitfische sind der Zahnkärpfling Anablepsoides vieirai, die Buntbarsche Apistogramma piauiensis,  Cichlasoma cf. zarskei und Saxatilis brasiliensis, eine unbestimmte Astyanax-Art, der Spritzsalmler (Copella arnoldi), der Längsbandziersalmler (Nannostomus beckfordi), der Raubsalmler Hoplias malabaricus, der Rehbraune Schwielenwels (Megalechis thoracata) und der Kiemenschlitzaal Synbranchus marmoratus. Magenuntersuchungen zufolge ernährt sich Hyphessobrycon piorskii von Algen und kleinen Gliederfüßern.